# Malonil-CoA descarboxilasa
El malonil-CoA descarboxilasa (MCD) és un enzim peroxisomal clau en la regulació de malonil-CoA i àcids grassos en humans. Dels sis tipus d'enzims que trobem en el metabolisme humà, es tracta d'un enzim del tipus carboxi-liasa, és a dir, és un enzim que catalitza l'addició o eliminació no hidrolítica d'un grup carboxil.

## Estructura
El MCD presenta dues isoformes i, gràcies a les seves característiques, pot residir en diferents compartiments cel·lulars.
Està constituït per 460 aminoàcids. És un tetràmer amb 4 subunitats diferents. Cada monòmer està constituït per un domini N-terminal en forma d'hèlix involucrat en l'oligomerització i un domini catalític C-terminal amb plegament típic de la família GCN5 Histona Acetiltransferasa. Una de les isoformes és més llarga (54kDa) i es troba en mitocondris, l'altre és més curta (49kDa) i es troba en peroxisomes i citoplasma.
Degut a la localització variable de MCD, la isoforma llarga de la proteïna conté una seqüència de senyalització cap a la mitocondria, a l'N-Terminal, mentre que la seqüència curta conté únicament la seqüència típica de senyalització peroxisomal PTS1 a C-Terminal, també compartida per l'isoforma llarga.
Les diferències entre les dues isoformes de l'enzim són produïdes per la reorganització en la zona activa del lloc d'unió entre enzim i substrat, i pels canvis en l'orientació dels dominis N-terminal i C-terminal, que tenen una diferència en l'angle de rotació d'uns 10º entre una isoforma i l'altra.
Els ponts disulfur entre monòmers (situats en els aminoàcids Cys-206 i Cys-243 de cada subunitat) permeten la unió del tetràmer i aporten cooperativitat en el procés catalític en condicions oxidatives.
Pel que fa a la seva estructura secundària com a enzim, es poden observar les diferents regions de l'enzim on aquest presenta una estructura secundària en forma d'hèlix alfa, làmina beta o gir beta en la imatge que s'adjunta a continuació.
Se sap que l'enzim MCD segueix un mecanisme catalític de "half-of-the-sites", és a dir, que només la meitat dels llocs d'unió són funcionals en cada moment, mai tots a la vegada. Tot i que aquest mecanisme podria semblar un inconvenient, no ho és en el cas del MCD: en un moment concret, 2 dels monòmers passen de conformació B (per unir-se al substrat) a conformació U (per alliberar el producte), i simultàniament els altres dos monòmers passen de conformació U a conformació B. Així doncs, els canvis en cada parella de monòmers permeten una ràpida rotació, tot i limitar els nombre de llocs actius, i això fa l'enzim eficient. Tots aquests canvis estructurals són produïts, en gran part, per la "contracció/relaxació" del Glu-302 i la seva interacció amb Tyr-54 i Glu-65 del monòmer següent.

Estructura secundària del malonil-CoA descarboxilasa mitocondrial humà

## Localització cel·lular
Degut a les seves característiques, el podem trobar al citoplasma, als mitocondris i als peroxisomes. En tots tres compartiments, el MCD està enzimàticament actiu i implicat d'alguna manera en la via metabòlica dels àcids grassos.

## Localització cromosòmica
EL gen que codifica el MCD en humans rep el nom de MLYCD, i el trobem al cromosoma 16. Aquest gen té dues transcripcions possibles, però només una d'elles codifica MCD, l'altra no es correspon amb cap proteïna. El gen MLYCD s'expressa molt accentuadament en òrgans humans com el cor, el fetge i els ronyons, i de manera menys intensa en teixits com el cervell, la placenta o els testicles. També es troba en bacteris, plantes i animals, com ara les rates. En aquestes últimes, el MCD s'ha trobat en el teixit adipós, el cor i ronyó.

## Funció
La funció principal del MCD és regular el metabolisme de lípids i glúcids en els músculs esquelètics dels humans. Catalitza la reacció de conversió del malonil-CoA a acetil-CoA i diòxid de carboni i, per tant, està involucrat el metabolisme d'àcids grassos.
Tot i així, com s'ha esmentat anteriorment, el fet que aquesta molècula tingui la capacitat de trobar-se en diversos compartiments cel·lulars, comporta la possibilitat de dur a terme funcions lleugerament diferents en cadascun d'ells, però sempre participant en el metabolisme de lípids.

### MCD citoplasmàtic
Juntament amb l'acetil-CoA carboxilasa, que és l'enzim que sintetitza malonil-CoA, el MCD citoplasmàtic s'encarrega de controlar la concentració de malonil-CoA citoplasmàtic, una molècula imprescindible per a la síntesi d'àcids grassos en cèl·lules lipogèniques i també inhibidor de la CTP1, l'enzim que inicia el transport dels àcids grassos al mitocondri per tal que comencin la β-oxidació.
Aquesta regulació del malonil-CoA citoplasmàtic permet al MCD citoplasmàtic la regulació de l'ús de glucosa o lípids com a combustible en teixits humans. Aquestes interaccions es recullen en el que s'anomena Cicle de Randle, un cicle bioquímic que bàsicament regula els fluxos i la selecció d'aquestes substàncies en teixits d'òrgans mamífers i, per tant, també humans. Aquest tipus de cicle no s'ha de confondre amb un cicle metabòlic, com podria ser el Cicle de Krebs. La diferència rau en el fet que en un cicle metabòlic, una seqüència cíclica de canvis químics produeix un canvi químic general, mentre que el Cicle de Randle simplement descriu les interaccions dinàmiques entre els substrats.

### MCD mitocondrial
Es creu que MCD mitocondrial està relacionat amb l'eliminació de malonil-CoA residual perquè l'acetil-CoA produït per MCD pugui entrar al Cicle de Krebs. S'ha de destacar que a diferència del citoplasma, al mitocondri no s'ha trobat cap tipus d'activitat d'acetil-CoA carboxilasa capaç de formar malonil-CoA. Per tant, MCD i acetil-CoA carboxilasa no controlen els nivells de concentració de malonil-CoA mitocondrial.

### MCD peroxisomal
S'ha observat que la regió de la cèl·lula en que MCD es troba amb major activitat específica és al peroxisoma.
La β-oxidació dels àcids grassos lineals és el principal procés mitjançant el qual es produeix energia, però no és pas l'únic. Alguns àcids grassos amb certes característiques distintives, com els de cadena imparell o els insaturats, requereixen, per tal que es puguin oxidar, modificacions de la β-oxidació o altres rutes metabòliques. Exemples d'aquestes alternatives són la α-oxidació, la ω-oxidació o l'oxidació peroxisómica.
En els peroxisomes, el MCD pot estar implicat en la degradació del malonil-CoA, el qual és generat per la β-oxidació peroxisomal dels àcids grassos amb un nombre imparell de carbonis, a acetil-CoA. La reacció de degradació catalitzada pel MCD és la següent:

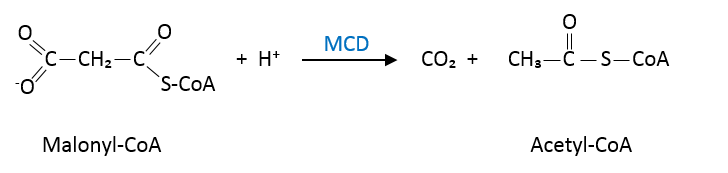
Reacció catalitzada pel MCD

## Patologia
La deficiència de MCD és una malaltia autosòmica recessiva que provoca un augment dels nivells de malonil-CoA i impedeix que el cos converteixi certs greixos en energia. Els símptomes poden variar molt, però la majoria de vegades es presenta amb creixement retardat durant la infantesa, convulsions, hipotonia muscular, diarrea, vòmits, acidosis metabòlica, hipoglucèmia, cetosi i cardiopatia hipertròfica. Aquesta deficiència és molt poc comuna, només s'han detectat 30 casos en humans. A més, l'acumulació d'aquest enzim al peroxisoma es manifesta amb acidúria malònica, una malaltia mental que es caracteritza per retard mental, convulsions, miocardiopatia i acidosis.
La disminució de l'activitat de MCD provoca un augment de malonil-CoA citoplasmàtic. A més d'aquest increment, els nivells basals d'oxidació d'àcid palmític a la mitocondria es veuen reduïts un 15 %. El resultat és la reducció de la β-oxidació mitocondrial i una disminució del producte final acetil-CoA per a entrar al cicle de Krebs. Aquest fet comporta un canvi d'utilització de combustible biològic: la glucosa serà utilitzada per a compensar l'efecte produït per la disminució de l'activitat de MCD.

## Aplicacions mèdiques
El MCD està implicat en la regulació de malonil-CoA reductasa cardíac. La inhibició del MCD pot limitar l'oxidació d'àcids grassos, provocant així un augment de l'oxidació de la glucosa. Aquest fet està relacionat amb una millora en la recuperació funcional del cor durant isquèmies o reperfusió.
Per altra banda, el MCD s'ha convertit també en una nova diana per al tractament de cáncer.